# Thaise jaartelling
De Thaise jaartelling is gebaseerd op de boeddhistische jaartelling waarbij gebruik wordt gemaakt van de Thaise zonkalender waarvan de dagen, weken en maanden in de pas lopen met de westerse gregoriaanse kalender.
Tot het jaar 1888 werd de Thaise maankalender gebruikt, gebaseerd op de stand van de maan. Voor 1 januari 1941 begon het nieuwe jaar in Thailand pas in april op de eerste dag van het Songkran-festival. Voor de telling van het jaar wordt echter vaak de boeddhistische jaartelling gehanteerd in plaats van de westerse jaartelling. Die begint in 543 v.Chr., zodat de jaartallen in de Thaise boeddhistische kalender 543 hoger zijn dan in de gregoriaanse kalender; zo is het jaar 2025 in Thailand het boeddhistische jaar 2568.
Hiernaast zijn ook nog de Chula Sakarat en Rattanakosin Sakarat jaartellingen gebruikt.